# 馬努埃爾奧爾特加 (塞馬科區)
馬努埃爾奧爾特加（西班牙語：Manuel Ortega），是巴拿馬的城鎮，位於該國東部，由恩貝拉-沃內安特區的塞馬科區負責管轄，面積1,114.6平方公里，2010年人口1,783，人口密度每平方公里1,599.1人。